# کیهم، لسترشر
کیهم (به انگلیسی: Keyham) یک روستا و محله مدنی در بریتانیا است که در Harborough واقع شده‌است. کیهم ۱۱۸ نفر جمعیت دارد.